# Achramorphidae
Achramorphidae é uma família de esponjas marinhas da ordem Leucosolenida.

## Gêneros
- Achramorpha Jenkin, 1908
- Megapogon Jenkin, 1908